# Dryophiops rubescens
Dryophiops rubescens là một loài rắn trong họ Rắn nước. Loài này được Gray mô tả khoa học đầu tiên năm 1835.